# Sonic Advance 3
Sonic Advance 3 (ソニックアドバンス3?, Sonikku Adobansu Surī) è un videogioco a piattaforme per il Game Boy Advance sviluppato da Sonic Team e Dimps e pubblicato da SEGA in Giappone e da THQ in Nord America ed Europa. Venne pubblicato il 7 giugno 2004 in Nord America, il 15 giugno in Europa e il 17 giugno dello stesso anno in Giappone. Fa parte della serie di Sonic the Hedgehog e cronologicamente è il seguito degli avvenimenti di Sonic Battle. Nella trama, Sonic, Tails, Amy, Knuckles e Cream cercano di impedire che il Dottor Eggman e il suo robot assistente Gemerl (ジーメル?, Jīmeru) costruiscano imperi su ognuno dei sette frammenti in cui Eggman ha ridotto la Terra.
Sonic Advance 3 è ufficialmente l'undicesimo capitolo principale della saga (in ordine di data di uscita), e l'ultimo videogioco di Sonic uscito su Game Boy Advance.

## Modalità di gioco
In maniera simile a Sonic Advance 1 e 2, Advance 3 è un platform game d'azione. Il giocatore controlla uno dei cinque personaggi, e un altro di questi gli viene affiancato come supporto. In alternativa un secondo giocatore può unirsi cosicché ognuno controlli un personaggio. I due personaggi corrono e saltano attraverso i sette livelli di cui è composto il gioco, distruggendo i robot che incontrano. Il giocatore raccoglie i ring sparsi per il livello e nelle boss battle, utilizzandoli, come già accade in altri titoli della serie, come forma di salute: se si viene colpiti da un nemico o un ostacolo dannoso, i ring vengono persi e sparsi per lo schermo, permettendone di recuperare una parte. Se si viene colpiti senza ring o si cade in buche senza fondo si perde una vita. Il terminare le vite a disposizione porta al game over.
I livelli contengono tra l'altro loop, molle e rotaie su cui scivolare. Ogni livello è diviso in tre atti, conclusi dalla boss fight col Dottor Eggman. Tutti i livelli, e i due minigiochi che permettono di ottenere vite bonus, sono collegati da un hub world esplorabile. Sparsi per ogni atto i giocatori possono trovare dei Chao, e trovandone 10 per ogni livello è possibile accedere a un livello speciale in cui si trova un Chaos Emerald. Raccogliendo tutti e sette gli smeraldi, e quindi completando la campagna principale, si può accedere a un'ulteriore boss battle che porta all'effettivo termine del gioco.
Il giocatore può giocare con una qualsiasi combinazione di due personaggi tra Sonic, Tails, Amy, Knuckles e Cream, a patto che siano stati precedentemente sbloccati: infatti solo Sonic e Tails sono disponibili all'inizio del gioco, mentre gli altri tre devono essere salvati durante l'avventura. Ogni personaggio ha abilità uniche: Sonic può effettuare il suo spin attack a mezz'aria, Tails può volare usando le sue due code, Amy può distruggere i nemici col suo martello, Knuckles può planare per lunghe distanze ed arrampicarsi sui muri, e Cream può volare con le sue orecchie ed attaccare i nemici grazie al suo amico Cheese. Grazie al pulsante R il personaggio secondario può fornire abilità aggiuntive a quello principale. Per esempio tenendo premuto R con Tails come spalla e rilasciandolo, i due personaggi vengono fatti volare in aria. In aggiunta il secondo personaggio raccoglierà i ring e distruggerà i nemici tralasciati dal giocatore.
Oltre alla modalità principale ci sono due modalità di battaglia che possono ospitare da due a quattro giocatori e in cui un qualsiasi personaggio può essere scelto. Vengono denominate Racing e Chao collecting.

## Sequel animato
In una coproduzione congiunta tra Netflix Animation e Sega of America, era in lavorazione un adattamento animato della serie grafica computerizzata e alta definizione basato sul franchise videoludico, intitolato Sonic Prime. La serie animata sarà ambientata principalmente dopo gli eventi di questo gioco Sonic Advance 3, collegando la stessa trilogia Advance e i suoi spin-off Sonic Battle e Sonic Pinball Party, al filone narrativo della serie originale di videogiochi. La serie è stata presentata in anteprima su Netflix il 15 dicembre 2022.